# 卡巴斯
卡巴斯（法語：Cabasse，法語發音：[kabas]）是法国普罗旺斯-阿尔卑斯-蓝色海岸大区瓦尔省的一个市镇，属于布里尼奥勒区。

## 地理
卡巴斯（43°25'34"N, 6°13'19"E）面积45.49 平方千米，位于法国普罗旺斯-阿尔卑斯-蓝色海岸大区瓦尔省，该省份为法国东南部沿海省份，北起上普罗旺斯阿尔卑斯省，西北角与沃克吕兹省接壤，西接罗讷河口省，南濒地中海，东临滨海阿尔卑斯省。
与卡巴斯接壤的市镇（或旧市镇、城区）包括：勒托罗内、布里尼奥勒、卡尔塞斯、伊索勒河畔弗拉桑、勒吕克、卡拉米河畔万。

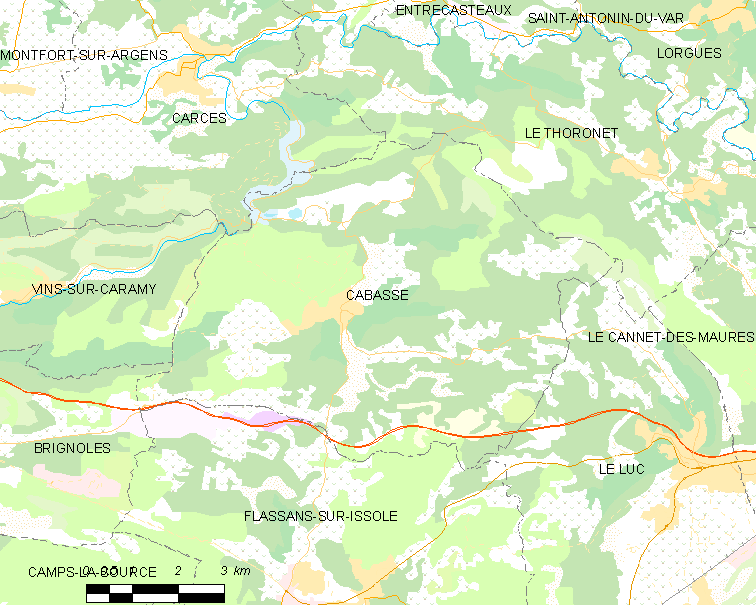
卡巴斯的OSM定位图

卡巴斯的时区为UTC+01:00、UTC+02:00（夏令时）。

## 行政
卡巴斯的邮政编码为83340，INSEE市镇编码为83026。

## 政治
卡巴斯所属的省级选区为勒吕克县。

## 人口

1962-2008年间卡巴斯人口变化图示

卡巴斯于2022年1月1日时的人口数量为1985人。